# CLEC1B
عضو B از خانوادهٔ ۱ دومِـین لکتین نوع سی (انگلیسی: C-type lectin domain family 1 member B) یک پروتئین است که در انسان توسط ژن «CLEC1B» کُدگذاری می‌شود.
این مولکول یکی از گیرنده‌های شبه لکتین نوع سی است که بر روی سلول‌های کشنده طبیعی و سلول‌های میلوئیدی بیان می‌شود.